# 東アジアEPA
東アジアEPA（ひがしあじあイーピーエー、東アジア包括的経済連携協定、CEPEA:Comprehensive Economic Partnership in East Asia）とは、ASEAN+3の枠組み（ASEAN各国・日本・中国・韓国）に、インド、オーストラリア、ニュージーランドを加え（つまりASEAN+6）、16カ国で成熟した経済圏を構築する事を目指す、日本が提案した地域経済戦略である。

## 経緯
中韓が推すASEAN+3による東アジア自由貿易地域（EAFTA）構想に対抗して関税削減だけでなく、投資や知的財産なども話し合うべきとして、2006年4月7日に日本の二階俊博経済産業大臣（当時）が「二階イニシアティブ」（東アジアEPA、東アジア版OECD、アジア人財資金）のひとつとして提唱した。
2011年8月に日中が共同提案した「EAFTAおよびCEPEA構築を加速させるためのイニシアチブ」を受け、EAFTAとともに地域的な包括的経済連携協定（RCEP）に一本化された。

## 基礎となる協定
対ASEAN
- 日本・シンガポール新時代経済連携協定（2002年発効）
- 日本・マレーシア経済連携協定（2006年発効）
- 日本・タイ経済連携協定（2007年発効）
- 日本・ブルネイ経済連携協定（2008年発効）
- 日本・インドネシア経済連携協定（2008年発効）
- 日本・フィリピン経済連携協定（2008年発効）
- 日本・ベトナム経済連携協定（2009年発効）

↓
- 日本・ASEAN包括的経済連携協定（2008年発効）

対中国・韓国
- 日韓自由貿易協定（2003年3月交渉開始、2004年交渉中断）
- 日中韓投資協定（2007年協議開始。2012年5月13日署名。2014年5月17日発効）
- 日中韓自由貿易協定（交渉中）

対印・豪
- 日本・オーストラリア経済連携協定（2015年発効）
- 日本・インド経済連携協定（2011年発効）